# Ailsa Craig, Storbritannien
Ailsa Craig är en brittisk ö, belägen i South Ayrshire i sydvästra Skottland. Ailsa Craig är bildad av en lavaplugg från en eroderad vulkan.

## Geografi och ekonomi

### Klimat
Klimatet i området är tempererat. Årsmedeltemperaturen i trakten är 7 °C. Den varmaste månaden är augusti, då medeltemperaturen är 14 °C, och den kallaste är februari, med 2 °C.

### Stenbrytning (curling)
Berggrunden på Ailsa Craig består huvudsakligen av två olika ovanliga sorters granit – "Blue Hone Granite" och "Ailsa Craig Common Green". Båda är utmärkta val för att tillverka curlingstenar, och Ailsa Craig är en av endast två platser där man utvinner granit till tävlingsstenar.

Den förstnämnda graniten används till underdelen av stenen, den som är i kontakt med isen. "Blue Hone Granite" är mer resistent mot att suga upp fukt från isen, vilket gör att denna granit är mindre drabbad av sprickbildning (genom frostsprängning) än annan granit. Resten av tävlingsstenen tillverkas av "Common Green"-graniten, som ger den rätta studsen vid kontakt med andra curlingstenar under spelets gång.

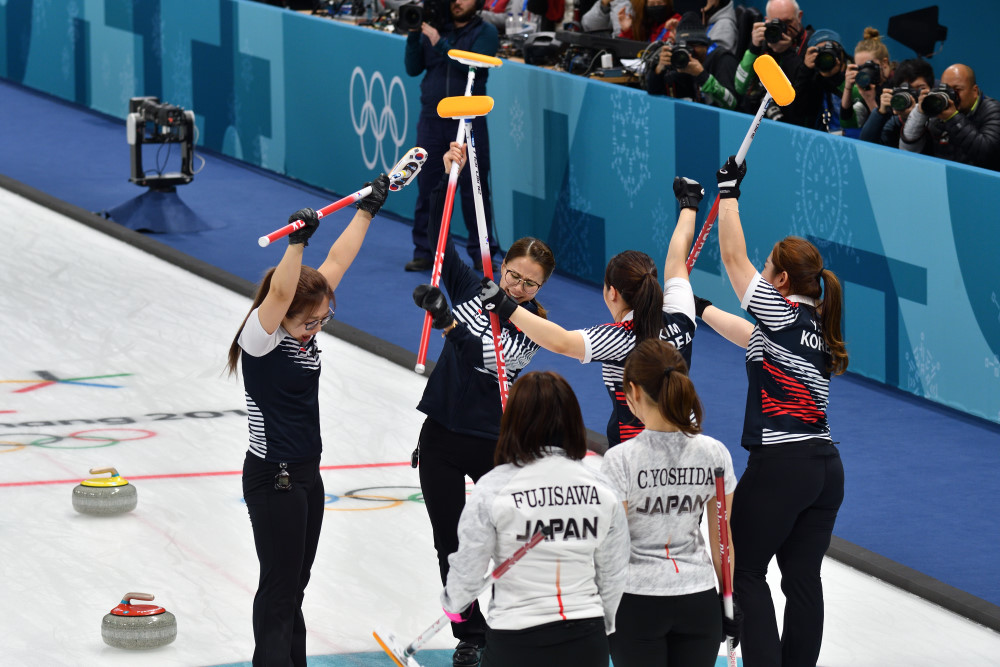
Match mellan Sydkoreas och Japans lag i curlingens damturnering vid vinter-OS 2018. Två curlingstenar (båda gjorda av Ailsa Craig-granit) syns i bild.

Vid olympiska vinterspelen 2018 var alla tävlingsstenarna tillverkade av granit från Ailsa Craig.